# Campus Area Network
CAN (Campus Area Network — кампусная сеть) — это группа локальных сетей, развернутых на компактной территории (кампусе) какого-либо учреждения и обслуживающие одно это учреждение — университет, промышленное предприятие, порт, оптовый склад и т. д.. При этом сетевое оборудование (коммутаторы, маршрутизаторы) и среда передачи (оптическое волокно, медный завод, Cat5 кабели и др.) данных принадлежат арендатору или владельцу кампуса, предприятия, университета, правительства и так далее.

## Университетские кампусы
Кампусная сеть — это большая многосегментная локальная сеть на территории до нескольких километров в поперечнике, объединяющая локальные сети близко расположенных зданий.
Ранние примеры включают Сеть Стэнфордского университета в Стэнфордском университете, Project Athena в Массачусетском технологическом институте, и проект Andrew в Университете Карнеги — Меллона.

## Корпоративные кампусы
Кампусные виды сетей получили широкое распространение в Соединенных Штатах Америки. Кампусные сети преимущественно развиты в колледжах и университетах. Зачастую они объединяют разнообразные здания, в том числе административные здания, учебные корпуса, библиотеки, общежития, гимназии и другие сооружения, такие как конференц-центры, технологические центры и прочие учебные заведения.

## Диапазон области
Диапазон CAN составляет от 1 км до 5 км. Если два здания имеют один и тот же домен, и они связаны между собой сетью, то это будет рассматриваться только как CAN. Хоть и CAN в основном используется для корпоративных кампусов, канал передачи данных будет иметь высокую скорость.